# Cape Henry

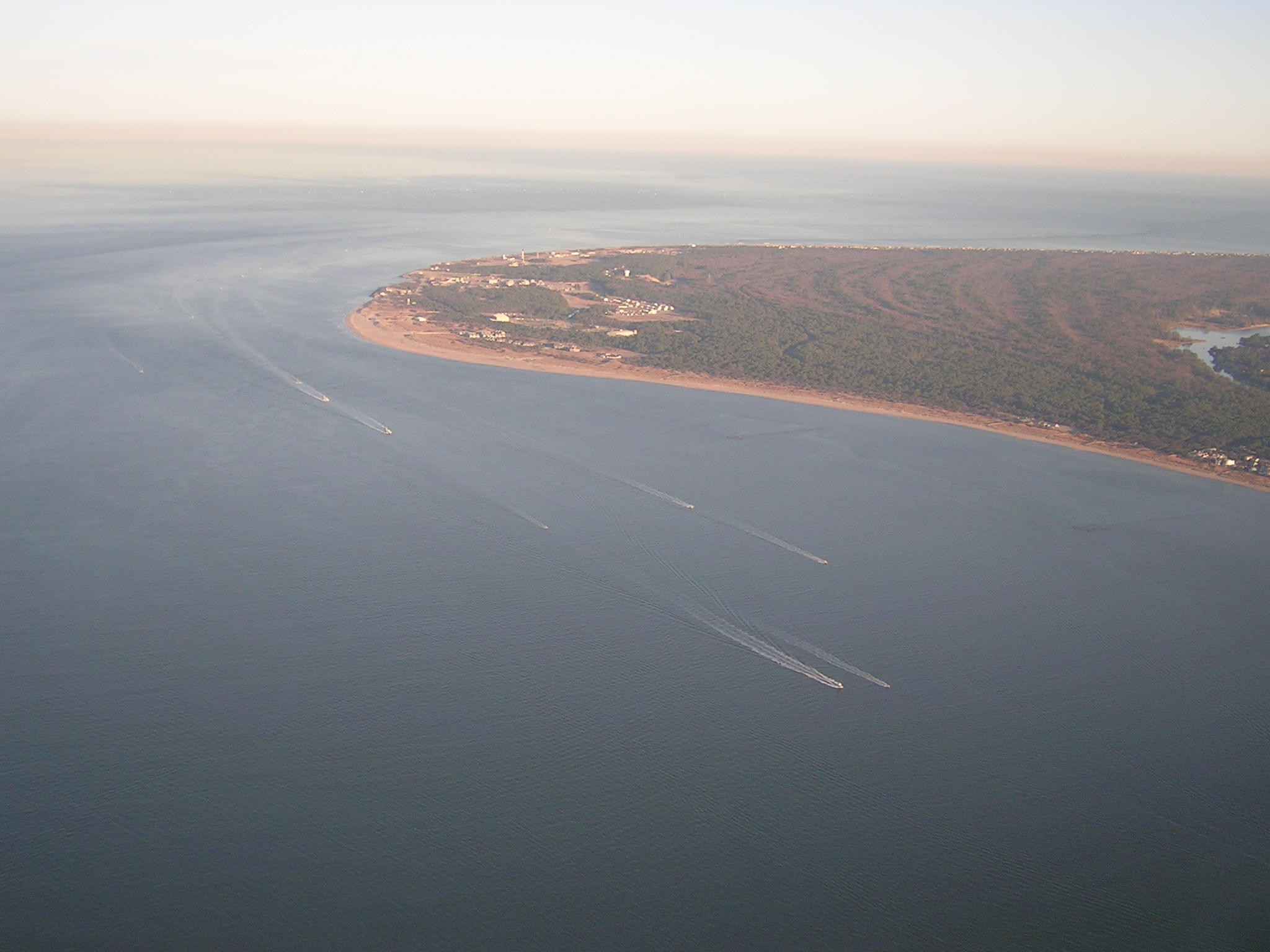
Przylądek Henry widziany z samolotu

Cape Henry (Przylądek Henry) to przylądek nad Oceanem Atlantyckim w stanie Wirginia. Przylądek wyznacza południową granicę zatoki Chesapeake, północny kraniec zatoki wyznaczony jest przez przylądek Charles. Oba razem noszą nazwę Virginia Capes (Przylądki Wirginijskie).

## Historia
Przylądek został nazwany w 1607 roku przez Christophera Newporta, który w jego pobliżu wylądował wraz z ekspedycją Kompanii Londyńskiej, będącej oddziałem Kompanii Wirgińskiej, po 144 dniach podróży z Anglii. Nazwa przylądka pochodzi od imienia Henryka Fryderyka Stuarta, księcia Walii, zaś miejsce lądowania określa się współcześnie mianem The First Landing, czyli pierwsze lądowanie.
Grupa 104 kolonistów, którzy podróżowali razem z Newportem założyła później w tym samym roku, nieco w górę rzeki James osadę Jamestown, które było pierwszą stałą osadą angielskich kolonistów w Ameryce Północnej.